# Eurybia paludosa
Eurybia paludosa là một loài thực vật có hoa trong họ Cúc. Loài này được (Sol. ex Aiton) G.L.Nesom mô tả khoa học đầu tiên năm 1995.